# کارین تاک
کارین تاک (ارمنی: Քարինտակ؛ (به لاتین: Daşaltı)) یک منطقهٔ مسکونی در جمهوری آرتساخ است که در استان شوشی واقع شده‌است. کارین تاک  ۵۸۸ نفر جمعیت دارد.